# Lebanese Broadcasting Corporation International
Lebanese Broadcasting Corporation International (LBCI ; en français : « Société de radiodiffusion libanaise internationale ») est la deuxième chaîne privée de télévision libanaise (avant le rachat de la chaîne privée Télé Liban par l'état libanais) créée en 1992 à la suite du rachat de la chaîne LBC créée initialement en 1985. Très populaire dans le monde arabe, elle est émise en plusieurs versions destinées à ses différents publics (libanais, arabe, européen, australien, américain, africain). Le sigle LBCI est lui considéré comme une nouvelle appellation de la chaîne LBC.
La chaîne LBC (fondée le 23 août 1985), prédécesseure de LBCI, a joué un rôle important dans le développement des idées politiques au Liban. Elle est créée durant la guerre civile pour soutenir les idées des Forces libanaises, mais depuis 1992 elle est devenue moins partisane, voire neutre.
Son PDG est depuis sa création Pierre El Daher. Il est le directeur général du groupe LBC et est devenu en 2009 son PDG.
Cette chaîne est souvent considérée comme étant la deuxième chaine arabe en termes de revenus, après la MBC basée à Dubaï. Elle fait partie ainsi des grandes chaînes arabes. La LBCI est longtemps considérée comme la chaîne numéro un au Liban.
Elle a adapté des programmes mondiaux tels que Survivor, Star Academy, La Ferme Célébrités, Fort Boyard, Splash, Celebrety Duets, Lip Sinc Battle, Take Me Out, The Winner Is.